# John R. Best
John R. Best (* 1929) ist ein britischer Badmintonspieler.

## Karriere
John Best gewann 1954 die All England im Mixed mit Iris Cooley. Mit ihr gewann er auch die Scottish Open 1955 und 1958. Die Irish Open 1955 gewann er mit Warwick Shute ebenso wie die Scottish Open 1956. 1960 war er bei den Dutch Open erfolgreich.

## Sportliche Erfolge
| Saison | Veranstaltung                 | Disziplin    | Platz | Name                        |
| ------ | ----------------------------- | ------------ | ----- | --------------------------- |
| 1954   | All England                   | Mixed        | 1     | John Best / Iris Cooley     |
| 1954   | English Invitation Tournament | Mixed        | 1     | John R. Best / Audrey Stone |
| 1955   | Scottish Open                 | Mixed        | 1     | John Best / Iris Cooley     |
| 1955   | Irish Open                    | Herrendoppel | 1     | Warwick Shute / John Best   |
| 1956   | Scottish Open                 | Herrendoppel | 1     | Warwick Shute / John Best   |
| 1956   | London Championships          | Herrendoppel | 1     | Warwick Shute / John Best   |
| 1958   | Scottish Open                 | Mixed        | 1     | John Best / Iris Rogers     |
| 1958   | Middlesex Championships       | Herrendoppel | 1     | John Best / Peter Waddell   |
| 1958   | Middlesex Championships       | Mixed        | 1     | John Best / Audrey Stone    |
| 1960   | Dutch Open                    | Mixed        | 1     | John Best / Audrey Marshall |
| 1960   | Dutch Open                    | Herrendoppel | 1     | John Best / Peter Waddell   |